# Adiscofiorinia pygosema
Adiscofiorinia pygosema är en insektsart som först beskrevs av Green och Robert Malcolm Laing 1923.  Adiscofiorinia pygosema ingår i släktet Adiscofiorinia och familjen pansarsköldlöss.
Artens utbredningsområde är Tanzania. Inga underarter finns listade i Catalogue of Life.